# Норова, Бахшанд
Бахшанд Норова (узб. Baxshanda Norova; род. 1932 год, кишлак Арабхана, Гала-Ассийский район, Бухарская область, Узбекская ССР) — колхозница колхоза имени Ахунбабаева Гала-Ассийского района, Бухарская область, Узбекская ССР. Герой Социалистического Труда (1957).

## Биография
Родилась в 1932 году в крестьянской семье в кишлаке Арабхана (сегодня — посёлок городского типа) Гала-Ассийского района (сегодня — Бухарский район). Окончила начальную школу, после которой трудилась в колхозе имени Ахунбабаева (с 1974 года — колхоз «Пахтакор») Гала-Ассийского района. В последующем возглавила хлопководческое звено в этом же колхозе. Член КПСС.
В 1956 году звено под её руководством собрало 15 тонн хлопка-сырца на 1 гектаре. Эти показатели стали наивысшим результатом в хлопководстве в этом году в Ташкентской области. Указом Президиума Верховного Совета СССР от 11 января 1957 года удостоена звания Героя Социалистического Труда за «выдающиеся успехи, достигнутые в деле развития советского хлопководства, широкое применение достижений науки и передового опыта в возделывании хлопчатника и получение высоких и устойчивых урожаев хлопка-сырца» с вручением ордена Ленина и золотой медали «Серп и Молот» (№ 7525).
В феврале 1960 года участвовала в XV съезде Компартии Узбекистана.
В последующем трудилась заведующей отделением в этом же колхозе до выхода на пенсию.